# Fort Europa
Fort Europa is de pejoratieve metafoor voor een Europese Unie waarbij het vrije verkeer en vrijhandel aan banden is gelegd. De beeldspraak kan betrekking hebben op zowel een situatie van protectionisme van de Europese Unie als de Europese vluchtelingencrisis.
In de media wordt soms ter illustratie van 'Fort Europa' het ijzeren grenshek langs de Spaans-Marokkaanse grens in Ceuta afgebeeld. In de Tweede Wereldoorlog werd deze term in Nazi-Duitsland gebruikt onder de naam Festung Europa.

## Bewaakte grenzen
- Ceuta en Melilla (vanuit Marokko)
- De Italiaanse en Maltese kust
- Canarische Eilanden (vanuit Marokko)
- Maritsa (vanuit Turkije)
- De oostgrens van de Europese Unie, waaronder de Fins-Russische grens
- Albanië
- De Straat van Gibraltar (vanuit Marokko)

## Polarisatie
De verschillende opvattingen over 'Fort Europa' brengt polarisatie in de maatschappij teweeg tussen links en rechts, waarbij de extremen respectievelijk Social Justice Warriors (SJW) en populisten worden genoemd.

### Tegenstanders

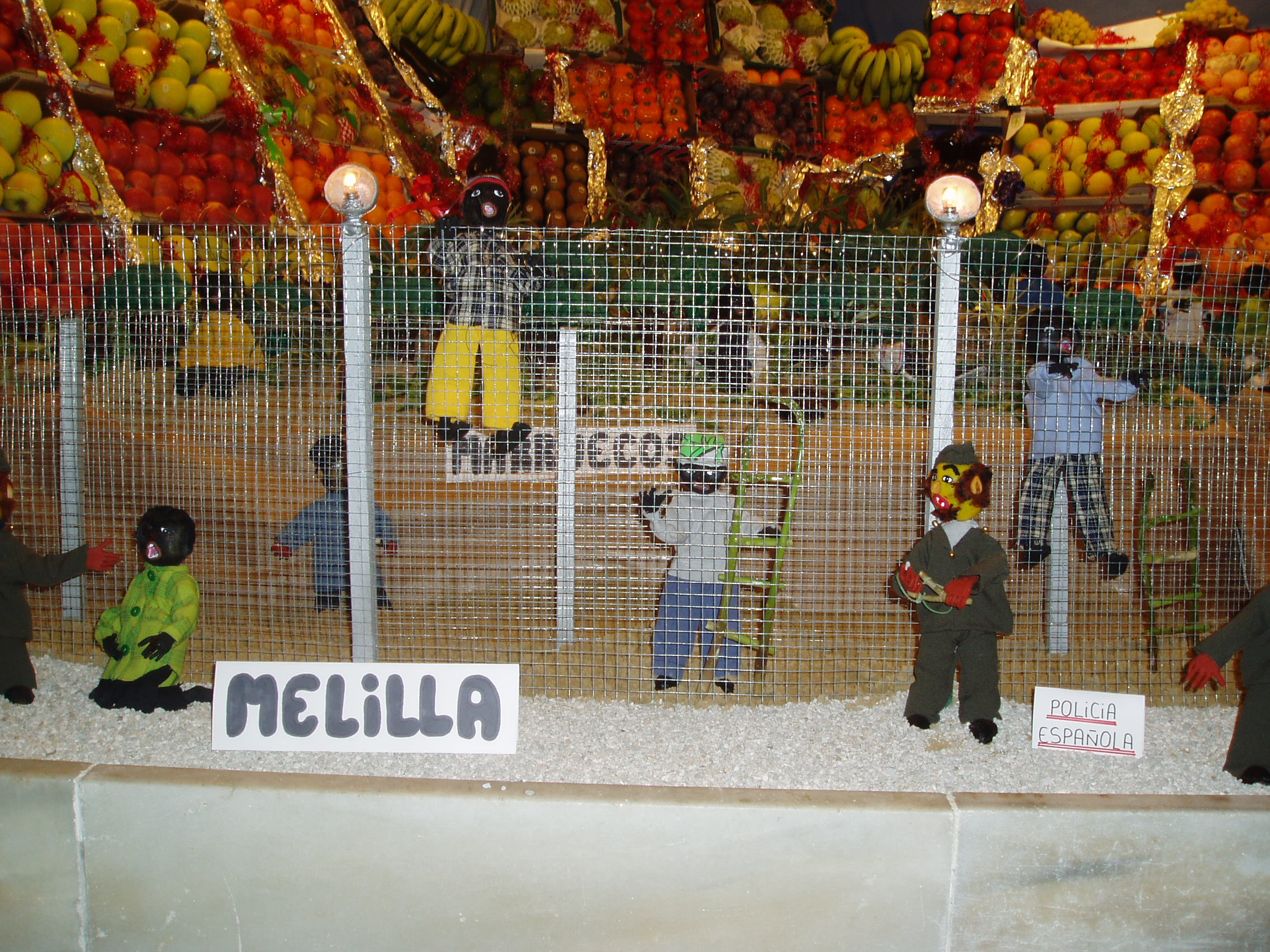
De migratiecrisis langs de Spaans-Marokkaanse grens bij Ceuta en Melilla als protest ludiek verbeeld

Tegenstanders van een Fort Europa zeggen dat de volgens hen strenge en willekeurige Europese wetgeving illegale migratie en mensensmokkelaars in de hand werkt. Daarbij komen tijdens het transport vele vluchtelingen om het leven door verstikking, verdrinking of ontbering. De Europese overheid zou zich te weinig aantrekken van het lot van de slachtoffers, zoals bij de schrijnende toestanden in gesloten opvangcentra voor asielzoekers op het Italiaanse eiland Lampedusa en de aanhoudende jacht op illegalen op pleisterplaatsen van asielzoekers zoals grootsteden en oversteekplaatsen.
In 2007 verklaarde Bea Pollet van SOS Calais dat kampen van illegale vluchtelingen die een mogelijkheid zoeken om het Kanaal over te steken naar Engeland regelmatig slachtoffer werden van gewelddadige razzia's waarbij hun verblijfplaatsen steeds opnieuw werden vernield. Volgens haar past het "bashen" en wegpesten van de asielzoekers uit de Jungle van Calais in een strategie van de toenmalige presidentskandidaat Nicolas Sarkozy, toen nog minister van binnenlandse zaken, om zijn potentiële kiezers ervan te overtuigen dat het menens is en dat hij in de nasleep van de rellen in Parijs in 2005 de migrantenproblematiek radicaal zou aanpakken.
Gedacht vanuit een gelijkheidsbeginsel kan worden geredeneerd dat er een fundamenteel recht is om overal, waar ook ter wereld, te mogen leven. Het concept van een Fort Europa druist in tegen dit principe. Vanuit dat idee wordt de gedachte van een Fort Europa soms dan opgevat als vreemdelingenhaat. De verwerping van de toetreding van Turkije tot de Europese Unie zou hiervoor ter illustratie kunnen dienen.
In 2006 deed de koepel van de Vlaamse Noord-Zuidbeweging 11.11.11 een oproep om te stoppen met de economische ontwrichting van de landbouweconomie in Afrika, omdat het dumpen van landbouwproducten uit EU-landen op de Afrikaanse markt in schril contrast staat met de protectionistische maatregelen van de Europese Unie bij de handel in suiker of textielproducten. De koepelorganisatie streeft naar invoerbelastingen op Europese landbouwproducten, hoewel de ontwikkelingslanden reeds lang hebben geijverd bij de Wereldhandelsorganisatie om de invoerheffingen internationaal af te schaffen.

### Voorstanders
Achteruitgang van de sociale welvaart en conflicten, zoals de rellen in Frankrijk (2005) en de aanslagen in Parijs (2015), kunnen argumenten zijn om voor meer 'gesloten' EU-grenzen te zijn. Vanwege de negatieve connotatie van het begrip 'Fort Europa', als ware het een onneembaar bastion waar helemaal niemand in mag, zullen voorstanders niet gauw spreken over een 'Fort Europa'. De woordenstrijd zit ook in het spreken over vluchtelingen dan wel migranten, wat als achtergrond de feitelijke beweegreden heeft van de migrant.